# Touch and gone
Touch and gone is het vijfde studioalbum van Gary Wright, het verscheen in 1977. Na de twee (toen) opmerkelijke albums The dream weaver en The light of smiles kwam de sleur in de muziek. De eens zo bewonderde nieuwe klank bijna volledig onttrokken aan synthesizers begonnen Wright tegen te werken. Dit kwam mede omdat de muziekstromingen in Europa onder in vloed kwamen te staan van de opkomende punkmuziek, die weer "terugging" naar de basisinstrumenten van de popmuziek: gitaar, basgitaar en drums.. In de Verenigde Staten, die daarin wat achter liepen, scoorde het album nog redelijk. Het album is opgenomen in de Sound Lab en High Waves Studio, de eigen geluidsstudio van Wright. Voor de Oberheim moest een programmeur ingeschakeld worden, het was Gary Mileke ook verantwoordelijk voor datzelfde muziekinstrument bij Supertramp (album Even in the Quietest Moments...).

## Musici
- Gary Wright – Clavinet, Moog bass, Oberheim horns, polymoog, zang
- Bobby Lyle, Richard Baker – Fender Rhodes
- Peter Reilich, Hiroshi Upshur – Oberheim horns
- Gary Mielke – Oberheim strings
- Art Wood – slagwerk
- Clydie King, Vanetta Fields, Sherlie Matthews - achtergrondzang

## Muziek
| Nr. | Titel                                                                   | Duur |
| --- | ----------------------------------------------------------------------- | ---- |
| 1.  | Touch and gone (Wright/Richard Reicheg)                                 | 3:58 |
| 2.  | Stay away (Wright, Jamie Quinn)                                         | 4:10 |
| 3.  | Lost in my emotions (Wright)                                            | 3:38 |
| 4.  | Starry eyed (Wright, Richard Reicheg)                                   | 3:36 |
| 5.  | Sky eyes (Wright)                                                       | 4:10 |
| 6.  | Something very special (Wright, Jamie Quinn)                            | 4:50 |
| 7.  | The love it takes (Wright)                                              | 4:04 |
| 8.  | Night ride (Wright, Jamie Quinn)                                        | 4:02 |
| 9.  | Can’t get above losing you (Gary Wright, Christina Wright, Jamie Quinn) | 4:10 |